# Marcus Collins
Marcus Collins (* 5. Mai 1988) ist ein britischer Sänger und wurde 2011 Zweitplatzierter in der achten Staffel von The X Factor. Als Kandidat während der Show wurde er von Take-That-Frontmann Gary Barlow betreut, der auch weiterhin mit ihm an seinem Debütalbum arbeitete.
Sein Debütalbum Marcus Collins erreichte die Top 10 der Charts in Großbritannien.

## Karriere

### Eton Road
Bevor er sich bei The X Factor bewarb, war er Teil der vierköpfigen Boyband Eton Road, die durch die dritte X Factor-Staffel Bekanntheit erlangt hatte. Collins war kein Gründungsmitglied, sondern ersetzte Anthony Hannah, der in der Originalbesetzung der Band während der Castingshow zu sehen war. Hannah hatte die Band aufgrund von Erschöpfung verlassen.

### The X Factor(2011)
2011 bewarb sich Collins als Solo-Künstler bei der achten Staffel der Musik-Castingshow The X Factor. Nachdem er sich gegen über zweihunderttausend Mitbewerber durchgesetzt hatte und bis ins Finale gekommen war, endete er als Zweitplatzierter hinter der vierköpfigen Girlband Little Mix, die als erste Gruppe die Show gewonnen hatte.
| Show             | Titelauswahl                                     | Titelauswahl                                     | Titelauswahl                                     | Titelauswahl                                     | Thema                         | Ergebnis                         |
| ---------------- | ------------------------------------------------ | ------------------------------------------------ | ------------------------------------------------ | ------------------------------------------------ | ----------------------------- | -------------------------------- |
| Auditions        | "Signed, Sealed, Delivered I’m Yours"            | "Signed, Sealed, Delivered I’m Yours"            | "Signed, Sealed, Delivered I’m Yours"            | "Signed, Sealed, Delivered I’m Yours"            | Freie Wahl                    | Weitergekommen ins Bootcamp      |
| Bootcamp Runde 1 | "Born This Way"                                  | "Born This Way"                                  | "Born This Way"                                  | "Born This Way"                                  | Bootcamp Challenge            | Weitergekommen in Runde 2        |
| Bootcamp Runde 2 | "Kiss from a Rose"                               | "Kiss from a Rose"                               | "Kiss from a Rose"                               | "Kiss from a Rose"                               | Freie Wahl                    | Weitergekommen in Judges’ Houses |
| Judges’ Houses   | "One Big Family"                                 | "One Big Family"                                 | "One Big Family"                                 | "One Big Family"                                 | Freie Wahl                    | Weitergekommen in Live Show 1    |
| Judges’ Houses   | "Rolling in the Deep"                            |                                                  |                                                  |                                                  | Freie Wahl                    | Weitergekommen in Live Show 1    |
| Live Show 1      | "Moves like Jagger"                              | "Moves like Jagger"                              | "Moves like Jagger"                              | "Moves like Jagger"                              | Britain vs America            | Weitergekommen in nächste Runde  |
| Live Show 2      | "Russian Roulette"                               | "Russian Roulette"                               | "Russian Roulette"                               | "Russian Roulette"                               | Love Song                     | Weitergekommen in nächste Runde  |
| Live Show 3      | "Are You Gonna Go My Way"                        | "Are You Gonna Go My Way"                        | "Are You Gonna Go My Way"                        | "Are You Gonna Go My Way"                        | Rock                          | Weitergekommen in nächste Runde  |
| Live Show 4      | "Superstition/Need You Tonight"                  | "Superstition/Need You Tonight"                  | "Superstition/Need You Tonight"                  | "Superstition/Need You Tonight"                  | Halloween                     | Weitergekommen in nächste Runde  |
| Live Show 5      | "Reet Petite"                                    | "Reet Petite"                                    | "Reet Petite"                                    | "Reet Petite"                                    | Floorfillers                  | Weitergekommen in nächste Runde  |
| Live Show 6      | "Another One Bites the Dust"                     | "Another One Bites the Dust"                     | "Another One Bites the Dust"                     | "Another One Bites the Dust"                     | Lady Gaga vs. Queen           | Weitergekommen in nächste Runde  |
| Live Show 7      | "(Your Love Keeps Lifting Me) Higher and Higher" | "(Your Love Keeps Lifting Me) Higher and Higher" | "(Your Love Keeps Lifting Me) Higher and Higher" | "(Your Love Keeps Lifting Me) Higher and Higher" | Movies                        | Weitergekommen in nächste Runde  |
| Viertelfinale    | "I’m Your Man"                                   | "I’m Your Man"                                   | "I’m Your Man"                                   | "I’m Your Man"                                   | Guilty Pleasures              | Weitergekommen in nächste Runde  |
| Viertelfinale    | "Lately"                                         | "Lately"                                         | "Lately"                                         | "Lately"                                         | Heroes                        | Weitergekommen in nächste Runde  |
| Halbfinale       | "My Girl"                                        | "My Girl"                                        | "My Girl"                                        | "My Girl"                                        | Motown                        | Weitergekommen ins Finale        |
| Halbfinale       | "Can You Feel It"                                | "Can You Feel It"                                | "Can You Feel It"                                | "Can You Feel It"                                | Songs to get you to the final | Weitergekommen ins Finale        |
| Finale           | "Hey Ya!"                                        | "Hey Ya!"                                        | "Hey Ya!"                                        | "Hey Ya!"                                        | Freie Wahl                    | Weitergekommen in nächste Runde  |
| Finale           | "She’s Always a Woman" (mit Gary Barlow)         | "She’s Always a Woman" (mit Gary Barlow)         | "She’s Always a Woman" (mit Gary Barlow)         | "She’s Always a Woman" (mit Gary Barlow)         | Mentor Duett                  | Weitergekommen in nächste Runde  |
| Finale           | "(Your Love Keeps Lifting Me) Higher and Higher" | "(Your Love Keeps Lifting Me) Higher and Higher" | "(Your Love Keeps Lifting Me) Higher and Higher" | "(Your Love Keeps Lifting Me) Higher and Higher" | Favourite Performance         | Zweitplatzierter                 |
| Finale           | "Last Christmas"                                 | "Last Christmas"                                 | "Last Christmas"                                 | "Last Christmas"                                 | Christmas                     | Zweitplatzierter                 |
| Finale           | "Cannonball"                                     | "Cannonball"                                     | "Cannonball"                                     | "Cannonball"                                     | Gewinnersingle                | Zweitplatzierter                 |

### 2012: Debütalbum undHairspray
Im Januar 2012 unterschrieb Collins einen Plattenvertrag bei RCA Records und kündigte sein Debütalbum für März dieses Jahres an. Am 21. Januar 2012 wurde bekanntgegeben, seine Debütsingle werde eine Coverversion des Liedes Seven Nation Army von The White Stripes sein. Diese wurde am 4. März veröffentlicht. Sie ist eine direkte Kopie der Coverversion des Songs, die Ben l'Oncle Soul kurz zuvor in Europa aufgenommen hatte und die ein Hit in Europa gewesen ist. Die Single erreichte Platz neun der britischen Musikcharts, während das Album Marcus Collins, das am 12. März erschien, sogar auf dem siebten Rang landete. Mercy wurde als im Juni als zweite Singleauskopplung veröffentlicht. Diese war wenig erfolgreich.
Am 16. Oktober 2012 wurde bekanntgegeben, Collins werde als Seaweed Stubbs in der britischen Tour des Musicals Hairspray von Februar bis September 2013 auftreten. Danach nahm er mit anderen Prominenten wie Beth Tweddle und Jazmine Franks an einem Fallschirmsprung für den guten Zweck teil, mit dem sie einen Weltrekord brechen konnten.

### Nach 2013
Er war außerdem im Musical Kinky Boots am The Adelphi Theatre London neben Matt Henry und Killian Donnelly zu shen. Im September 2013 gab Collins bekannt, er habe RCA verlassen und einen neuen Plattenvertrag unterschrieben: “It was all mutually agreed. To be honest, it just didn’t feel like we were going in the same direction. I loved working with them but it just got to a point where we both could go either way.” Über sein kommendes Album sagte er, er werde „den Großteil des Oktobers“ im Tonstudio verbringen und “We’ve got about seven or eight songs that we’re going to put down. We’ve got some new tracks and we've got some acoustic ones that are a little bit different. [Acoustic songs are] something that I’ve done before, but the record label I was with previously had different ideas and that’s kind of why we separated.” Bis heute (Stand April 2020) wurden keine neuen Alben oder Singles veröffentlicht, Collins hat aber immer wieder in Musical-Produktionen mitgewirkt.

## Diskografie

### Alben
- 2012: Marcus Collins

### Singles
- 2012: Seven Nation Army
- 2012: Mercy

### Als Gastmusiker
- 2011: Wishing on a Star (als Teil der X Factor Finalisten 2011)